# Michaël Obrenović
Michaël III Obrenović (Servisch: Михаило Обреновић, Mihailo Obrenović) (Kragujevac, 16 september 1823 - Topčider, 10 juni 1868) was van 1839 tot 1842 en van 1860 tot 1868 vorst van Servië. Hij behoorde tot het huis Obrenović.
Hij was de tweede zoon van de in 1839 afgetreden vorst Miloš Obrenović en volgde op 8 juli van dat jaar (de facto maart 1840) zijn oudere broer Milan III op, die slechts 25 dagen regeerde. In 1842 werd hij echter afgezet en vervangen door vorst Alexander uit de rivaliserende dynastie Karađorđević. Hij leefde te Berlijn, Wenen en later op zijn landgoed in Walachije totdat hij in 1858 na de troonsafstand van Alexander samen met zijn vader Miloš weer naar Servië kon terugkeren.

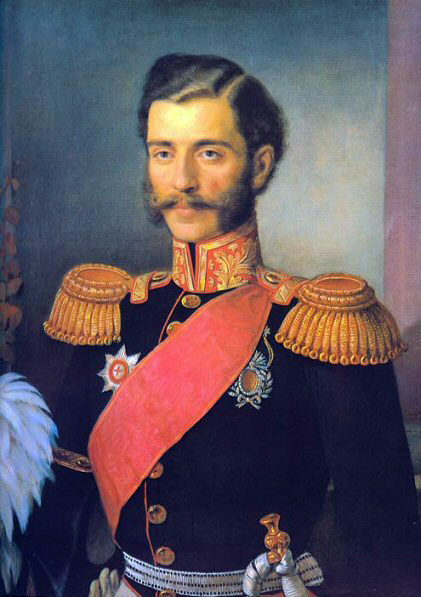
Michaël Obrenović

Nadat zijn vader de troon weer had bestegen diende Michaël als commandant in het leger. Na Miloš' dood in 1860 kwam hij opnieuw aan de macht. Hij gold als een kundig, verlicht, maar autoritair heerser. Het gelukte hem in 1867 de terugtrekking van de laatste Turkse garnizoenen uit Servië te bewerkstelligen. Hij was een voorstander van de vereniging van alle Zuid-Slaven (inclusief de Bulgaren) en steunde de Groot-Servische beweging in zijn land. Hij hervormde het rechtsstelsel en de kieswetten, zette met Russische steun een dienstplichtigenleger op en een nationaal theater. Onder zijn bewind werd Belgrado hoofdstad van Servië en kreeg het land voor het eerst sinds de middeleeuwen weer een eigen valuta, de dinar.
Michaël werd op 10 juni 1868 in het park van Topčider bij Belgrado doodgeschoten. Daar er uit zijn huwelijk met gravin Julia Hunyady von Kéthely geen kinderen waren voortgekomen werd hij opgevolgd door zijn nog minderjarige neef Milan IV.